# La novela de la una
La novela de la una fue una sección de proyección que comenzó a emitirse a partir del 15 de mayo de 2017 a las 15.30 por Telefe, y finalizado el día: 7 de junio de 2017. El ciclo era presentado por: Soledad Silveyra y Osvaldo Laport, ya que, mayormente se emitieron: 121 episodios de la telenovela turca. 

## Información general
El programa transmitía en dar una conexión entre la historia turca y el televidente, con una de las parejas referentes de las historias que conquistaron la pantalla en el clásico horario. Fue por eso que los invitados son Solita y Osvaldo.
El actor aún no se vio en pantalla, pero lo hizo por medio de la pc, también recibiendo la propuesta, ya que, además de presentar cada capítulo, mantendrán una historia en paralelo a Tiempo de amar.

### Series y telenovelas emitidas

#### Tiempo de amar(2017)
Kemal es hijo de una familia de clase media. En su último año en ingeniería de minas, una chica llamada Nihan entra en su monótona vida. El amor es imposible por la diferencia de clases entre ellos, pero se las arreglan para estar juntos. Eso hasta el día en que Kemal tiene que mudarse a un mina de Zoguldak, desconociendo que Nihan se casará obligada con Emir Kozcuoğlu, un hombre enamorado de ella desde que eran niños. Kemal se aísla en su trabajo y pasan 5 años. Un día, un accidente en la mina hace que Kemal tome la decisión de regresar a Estambul para afrontar su pasado.
- Datos: Q54823888